# Skalisty Żleb

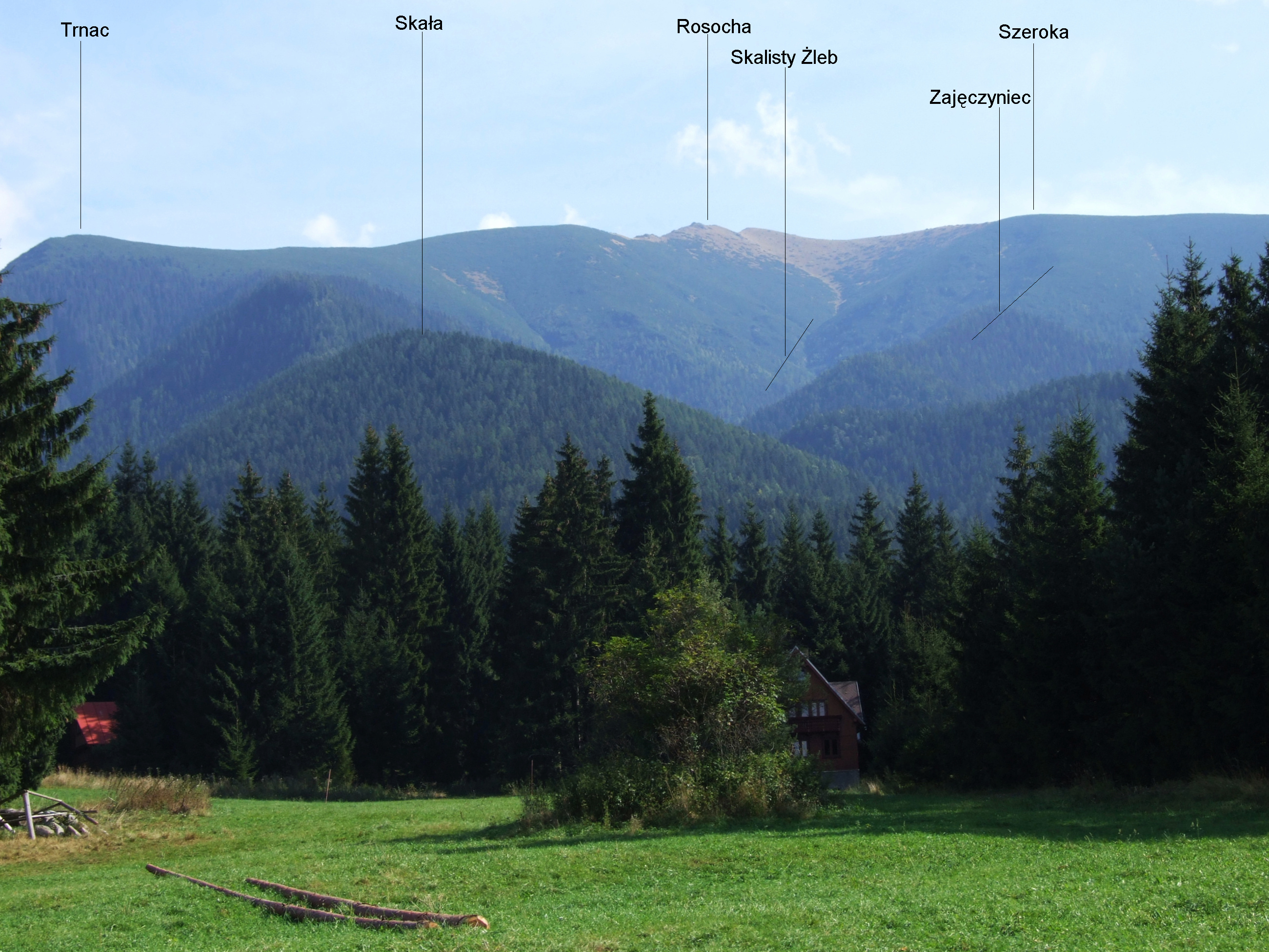
Skalisty Żleb w środkowej części zdjęcia

Skalisty Żleb lub Rokitowa Dolinka (słow. Skalité, Rákytia dolina) – częściowo żleb, częściowo dolina w słowackich Tatrach Zachodnich, w pobliżu Doliny Jałowieckiej.
Charakter żlebu ma tylko najwyższa część opadająca z Rosochy (1947 m) w południowo-zachodnim kierunku, zwana Szerokim Żlebem. Żlebem tym zimą schodzą lawiny. Niżej przechodzi on w krętą dolinę mająca wylot tuż po wschodniej stronie Doliny Jałowieckiej. Orograficznie prawe obramowanie Skalistego Żlebu tworzy zachodnia grań Rosochy, Trnac i jego grzbiet Rokitowiec zakończony wzniesieniem Skała. W kierunku grzbietu łączącego Trnac z Rosochą wybiega jedyne boczne odgałęzienie dolinki – Kamienny Żleb. Obramowanie lewe tworzy Rosocha i Szeroka oraz jej południowo-zachodnia grań Zajęczyniec zakończona wzniesieniem Zamczysko. Dnem Skalistego Żlebu spływa Skalisty Potok, zwany też Rokitowym Potokiem. Poniżej wylotu doliny zmienia on nazwę na Lisowiec i wkrótce uchodzi do Jałowieckiego Potoku jako jego lewy dopływ. Wylot Skalistego Żlebu znajduje się na granicy TANAP-u i przecina go Magistrala Tatrzańska. Jest tutaj kilkudomowe osiedle domów wypoczynkowych (tzw. Przesieka) i wiata dla turystów.
Skalisty Żleb jest w większości zalesiony. Tylko górną część porasta kosodrzewina, a najwyższa, pod szczytem Rosochy jest trawiasta. Znajduje się poza szlakami turystycznymi, ale jego najwyższa część wykorzystywana jest przez paralotniarzy. Na trawiastym grzbiecie i stokach Rosochy dozwolone jest bowiem uprawianie tej dyscypliny sportu.